# Jerry Lee Lewis
Jerry Lee Lewis (29 tháng 9 năm 1935 – 28 tháng 10 năm 2022) là một nhạc sĩ - ca sĩ nhạc đồng quê và rock 'n' roll của Mỹ. Ngoài ra, ông cũng là một nghệ sĩ piano rất tài năng. Biệt danh của ông là "The Killer" ("Sát thủ").
Khởi đầu với rock 'n' roll, Lewis đã có rất nhiều ca khúc thành công vào cuối thập niên 50 như "Great Balls of Fire", "Whole Lotta Shakin' Goin' On", "Breathless" và "High School Confidential". Tuy nhiên, sự nghiệp của ông bị gián đoạn mạnh mẽ với vụ bê bối kết hôn với người em họ dưới tuổi thành niên. Ông chỉ có một chút thành công sau tai tiếng đó trước khi trở lại vào cuối những năm 60 với những ca khúc nhạc đồng quê như "Another Place, Another Time". Một vài ca khúc đình đám nữa còn được biết đến suốt những năm 60 và 70 của thế kỷ XX.
Lewis tiếp tục có những thành công khi ông đem rock 'n' roll vào những bản hát lại các ca khúc của The Big Bopper như "Chantilly Lace" và "Rockin' My Life Away". Cho tới tận thế kỷ XXI, Lewis vẫn tiếp tục trình diễn và đi tour khắp thế giới cho tới khi phát hành album gần nhất – Last Man Standing (2006): đây cũng là album bán chạy nhất sự nghiệp của ông với khoảng 1 triệu bản đã bán.
Lewis được vinh danh tại Đại sảnh Danh vọng Rock and Roll vào năm 1986, cùng lúc ông cũng có tên tại Đại sảnh Danh vọng Rockabilly. Năm 2003, tạp chí Rolling Stone xếp album All Killer, No Filler: The Anthology của ông ở vị trí 242 trong danh sách 500 album vĩ đại nhất. Tới năm 2004, ông có tên trong danh sách 100 nghệ sĩ vĩ đại nhất ở vị trí số 24. Album trực tiếp của ông, Live at the Star Club, Hamburg, được nhiều nhà báo và người hâm mộ đánh giá là một trong những album trực tiếp xuất sắc nhất lịch sử nhạc rock and roll.
Jerry Lee Lewis cũng là thành viên của "Bộ tứ triệu đô" của Sun Records và thành viên tham gia siêu album Class of '55 trong đó bao gồm cả Johnny Cash, Carl Perkins, Roy Orbison và Elvis Presley.
Ông qua đời vào ngày 28 tháng 10 năm 2022 tại nhà riêng ở Nesbit, Mississippi hưởng thọ 87 tuổi.  Vào thời điểm ông qua đời, ông đang hồi phục sau bệnh cúm.